# توماس وليام ويب
توماس وليام ويب (بالإنجليزية: Thomas William Webb )‏ (و. 1807 – 1885 م) هو عالم فلك من المملكة المتحدة .
توفي عن عمر يناهز 78 عاماً.

## التعليم
تعلم في كلية المجدلية